# Simulium arisanum
Simulium arisanum är en tvåvingeart som beskrevs av Tokuichi Shiraki 1935. Simulium arisanum ingår i släktet Simulium och familjen knott.
Artens utbredningsområde är Taiwan. Inga underarter finns listade i Catalogue of Life.